# Skigebiet Harenda
Das Skigebiet Harenda liegt auf den Nordhängen der Rafaczańska Grapa in dem polnischen Gebirgszug Pogórze Gubałowskie auf dem Gemeindegebiet von Zakopane im Powiat Tatrzański in der Woiwodschaft Kleinpolen. Es befindet sich außerhalb des Tatra-Nationalparks. Das Skigebiet wird von dem Unternehmen Harenda-Wyciągi Sp. z o.o. betrieben, dessen Eigentümer örtliche Góralen sind.

## Lage
Das Skigebiet befindet sich auf einer Höhe von 770 bis 980 m. Der Höhenunterschied der Pisten beträgt ca. 210 m. Es gibt eine schwarze (sehr schwierige), eine rote (schwierige), eine blaue sowie drei grüne Pisten. Die Gesamtlänge der Pisten umfasst ca. 4 km, wobei die längste Piste 1,2 km lang ist.

## Geschichte
Das Skigebiet wurde 2002 angelegt. Die Skilifte wurden 2004 errichtet. Es gibt Überlegungen, das Skigebiet mit dem Skigebiet Suche zu verbinden, dass am Nordhang desselben Berges liegt.

## Beschreibung

### Skilifte
Im Skigebiet gibt es vier Sessellifte. Insgesamt können bis zu 4070 Personen pro Stunde befördert werden.

#### Skilifte Polana Szymoszkowa
Die vier Skilifte führen von Zakopane bis knapp unter den Bergrücken der Gubałówka. Ihre Längen betragen bis zu ca. 600 m.
| Name | Art        | Hersteller | Breite Personen | Länge (m) | Zeit (min) | Höhenunterschied (m) | Personen pro Stunde | Obere Station    | Obere Station | Untere Station | Untere Station | Vmax (m/s) |
| Name | Art        | Hersteller | Breite Personen | Länge (m) | Zeit (min) | Höhenunterschied (m) | Personen pro Stunde | Ort              | Höhe (m üNN)  | Ort            | Höhe (m üNN)   | Vmax (m/s) |
| ---- | ---------- | ---------- | --------------- | --------- | ---------- | -------------------- | ------------------- | ---------------- | ------------- | -------------- | -------------- | ---------- |
| 1    | Sessellift | Leitner    | 4               | 600       | 3          | 2400                 | 210                 | Unter dem Gipfel | 980           | Untere Station | 770            |            |
| 2    | Tellerlift |            | 1               | 100       |            | 470                  | 700                 | Mittlere Station | 870           | Untere Station | 770            |            |
| 3    | Tellerlift |            | 1               | 30        |            | 470                  | 720                 | Mittlere Station | 800           | Untere Station | 770            |            |
| 4    | Tellerlift |            | 1               | 15        |            | 470                  | 250                 | Mittlere Station | 785           | Untere Station | 770            |            |

### Skipisten
Von der Rafaczańska Grapa führen sechs Skipisten ins Tal.
| Name | Schwierigkeit | Start            | Start        | Ziel           | Ziel         | Länge (m) | Höhenunterschied (m) | Neigung (%) | Licht | Kunstschnee | FIS    | FIS | Anmerkungen |
| Name | Schwierigkeit | Name             | Höhe (m üNN) | Name           | Höhe (m üNN) | Länge (m) | Höhenunterschied (m) | Neigung (%) | Licht | Kunstschnee | Nummer | bis | Anmerkungen |
| ---- | ------------- | ---------------- | ------------ | -------------- | ------------ | --------- | -------------------- | ----------- | ----- | ----------- | ------ | --- | ----------- |
| 1    | Schwarz       | Obere Station    | 980          | Untere Station | 770          | 900       | 210                  | 23          | ja    | ja          |        |     |             |
| 2    | Rote          | Obere Station    | 980          | Untere Station | 770          | 1000      | 210                  | 21          | ja    | ja          |        |     |             |
| 3    | Blaue         | Obere Station    | 980          | Untere Station | 770          | 1200      | 210                  | 28          | ja    | ja          |        |     |             |
| 4    | Grüne         | Mittlere Station | 870          | Untere Station | 770          | 500       | 100                  | 20          | ja    | ja          |        |     |             |
| 5    | Grüne         | Mittlere Station | 800          | Untere Station | 770          | 250       | 30                   | 12          | ja    | ja          |        |     |             |
| 6    | Grüne         | Mittlere Station | 785          | Untere Station | 770          | 100       | 15                   | 15          | ja    | ja          |        |     |             |

## Infrastruktur
Das Skigebiet liegt nördlich des Zentrums von Zakopane und ist mit dem Pkw erreichbar. An der unteren Station gibt es Parkplätze. Im Skigebiet sind ein Snowpark, eine vier Kilometer lange Langlauf-Piste, eine Eislauffläche, eine Skischule sowie ein Skiverleih tätig. Zum Skigebiet gehören auch mehrere Restaurants. Die Bergwacht TOPR hat eine Außenstelle im oberen Bereich.

## Panorama

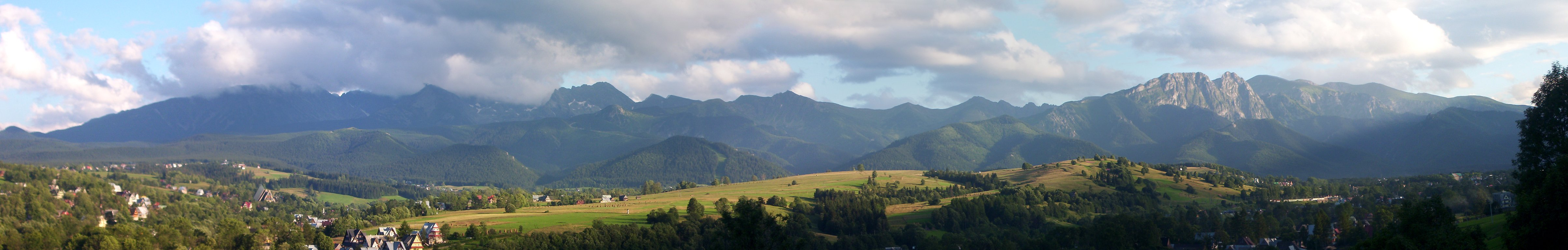
Blick auf das Skigebiet im Sommer, Zakopane und Tatra im Hintergrund

Koordinaten: 49° 19′ 18″ N, 19° 58′ 44″ O